# Boson gauge
Boson gauge là nhóm các hạt cơ bản trong họ Boson có nhiệm vụ thực hiện tương tác giữa các hạt, nên còn gọi là hạt truyền tương tác.

## Mô hình boson gauge
Trong mô hình chuẩn, gauge boson gồm có ba dạng:
- Photon, hạt truyền tương tác điện từ
- Boson Z, hạt truyền tương tác yếu
- Gluon, hạt truyền tương tác mạnh.